# Abraham Ferdinand van Zijll

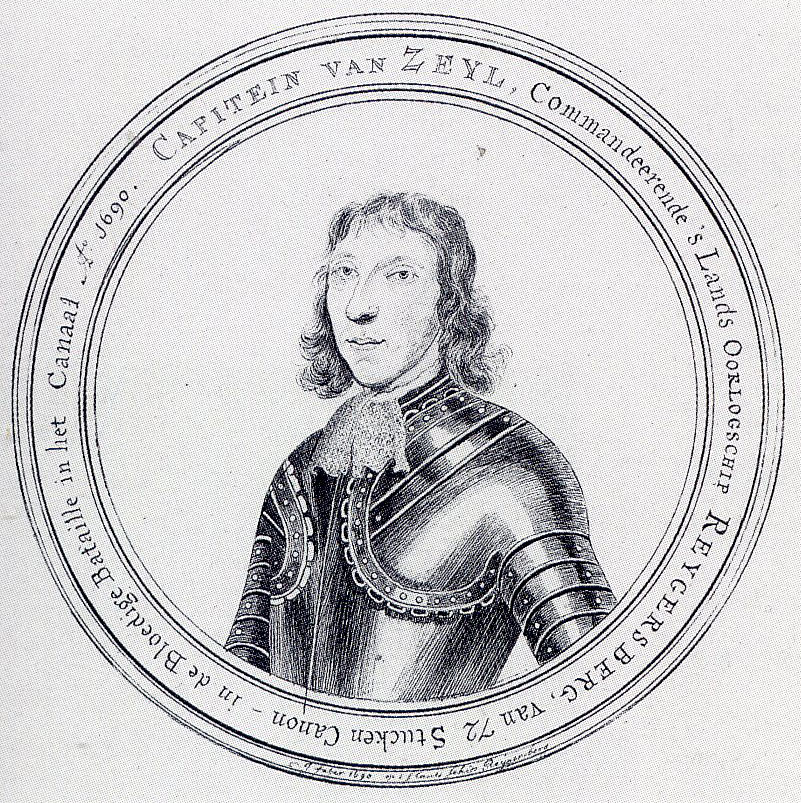
Portret van Abraham Ferdinand van Zijll waarschijnlijk gemaakt door Johan Faber circa 1690

Abraham Ferdinand van Zijll (Asperen, 1642 - nabij Havana, 3 augustus 1697) was een Nederlands marineofficier uit de 17e eeuw.
Van Zijll was als marineofficier betrokken bij diverse zeeslagen in de 17e eeuw. In het totaal voerde hij zesenveertig zeegevechten en verloor er geen. Zijn vlootcarrière begon in 1665 toen hij als luitenant ter zee deelnam aan de zeeslag bij Lowestoft. In 1666 verhinderde hij dat een brander het admiraalsschip de De Zeven Provinciën van Michiel Adriaansz. de Ruijter in brand zou steken. In het daaropvolgende jaar 1667 nam hij als kapitein ter zee aan de tocht naar Chatham. Ook in de jaren 1673 en 1674 leverde hij als commandant van enkele oorlogsschepen diverse gevechten op de reis van en naar West-Indië. In 1676 was hij een van de begeleiders van het stoffelijk overschot van Michiel Adriaansz. de Ruijter naar diens laatste rustplaats. Ook in de daarop volgende jaren waren zijn acties succesvol. Toen in 1683 zijn schip Gouda verging werden hij en een groot deel van zijn bemanning gered. Hij werd de schrik van de Turken en de bliksem en donder van de wateren genoemd. Ook nam hij in 1688 en 1689 deel aan de machtsovername van Engeland door Willem III, de Glorious Revolution.
Van Zijll was gehuwd met  Wilhelmina van Nijhoff. Zij hadden één dochter. Van Zijll woonde met zijn gezin op de in zijn opdracht gebouwde buitenplaats Zeevliet in Benschop. Van Zijll overleed in 1697 tijdens een expeditie naar West-Indië net buiten de haven van Havana aan een besmettelijke ziekte. Zijn dochter Isabella Margaretha van Zijll werd, met man en kinderen, de nieuwe bewoner van Zeevliet.
Voor Van Zijll werd in de Nicolaaskerk van Benschop een grafmonument opgericht, waarop zijn daden werden bezongen. Dit grafmonument werd in 1901, na een ingrijpende restauratie, opnieuw onthuld.